# Куня-Уаз

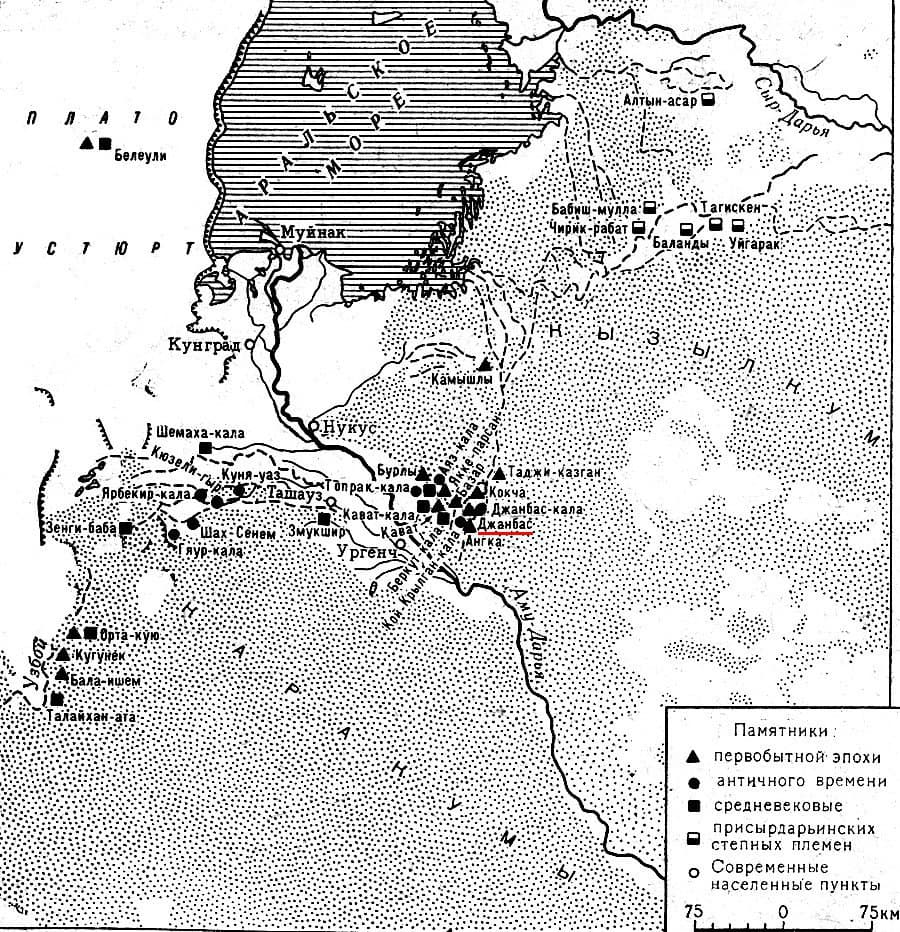
Куня-уаз среди других археологических памятников Хорезма.

Куня-Уаз (туркм. Könewas) — древний город (крепость) Туркменистана, расположенный на территории Дашогузского велаята страны, в 40 км западнее г. Дашогуз. В древности был частью Хорезма.

## Описание
Крепость была построена в IV—III вв. до н. э. и дожила до позднекушанского времени (II—III вв. н. э.). Имела мощные стены высотой до 10 м, прорезанные бойницами. Городище имеет в плане форму квадрата с длиной сторон 307 м на 307 м с углами, довольно правильно ориентированными по сторонам света. Внутри оно разделено глухой мощной стеной на две части. С внешней стороны городище окружено рвом и валом. Общий размер памятника имеет площадь 9,5 га.
Окрестности Куня-Уаза покрыты следами густой сети древних каналов, мелких арыков и поливных участков, подъёмный археологический материал с которых позволяет датировать эти следы земледельческой деятельности античным периодом. Здесь обнаружен культурный слой эпохи ранних Афригидов.
Уже в V веке н. э. городище несёт признаки начинающегося запустения, жизнь на нём возрождается на короткое время лишь в IX веке.

## Население
Исследования погребений показали, что антропологический тип населения, проживавший как в Куня-Уазе, а также в другой хорезмской крепости Туркменистана Канга-кала в IV в., соответствует типу современных туркмен.
«…Тип кангакалийцев больше всего напоминает современных туркменов. Тот же антропологический тип, сопровождаемый тем же погребальным обрядом, зарегистрирован также в синхронном городище Куня-Уаз»